# Resa produttiva
Il termine resa produttiva è utilizzato nella produzione industriale e in particolar modo in elettronica e più precisamente nei processi di produzione dei circuiti integrati, per indicare l'efficienza della produzione di uno specifico componente.

## Il concetto di "resa produttiva"
La produzione di circuiti integrati e più nello specifico di microprocessori avviene su 
wafer di silicio sui quali ogni singolo Die viene "stampato". Ogni wafer può contenere da diverse centinaia a qualche migliaio di Die di processore che poi una volta tagliati e inseriti nei package diverranno i core dei futuri microprocessori (un processore è formato da un Die montato sul proprio package).
Ormai dal 2006 la maggior parte dei produttori utilizza wafer da 300 mm di diametro su cui possono essere stampati migliaia di Die (Intel con il nuovo processore Atom Silverthorne è riuscita a produrne fino a 2500 su un unico wafer). Dato che la produzione di wafer è molto costosa, è chiaro che il tentativo dei produttori è quello di avere il minor numero possibile di Die difettosi, e quindi il massimo quantitativo possibile di Die funzionanti per ogni wafer. La "resa produttiva" migliora man mano che il costo produttivo di ogni singolo Die diminuisce e quindi man mano che si riesce a ridurre il numero di Die difettosi e aumenta il numero di essi che è possibile stampare su ogni wafer. In questo modo il produttore può offrire prodotti dal prezzo sempre più competitivo e ammortizzare le spese (molto alte) dell'aggiornamento degli impianti produttivi e della ricerca e sviluppo dei nuovi prodotti oppure, equivalentemente, aumentare il proprio margine di profitto.

## Metodi per migliorare la "resa produttiva"
La ricerca volta a migliorare la "resa produttiva" è attiva su molti fronti, che sono spesso strettamente collegati con l'innovazione tecnologica presente negli altri campi della produzione di semiconduttori.
In primo luogo, si cerca di migliorare sempre di più la precisione della produzione e dello "stampaggio" dei vari Die, in modo da ottenere il numero minimo di circuiti difettosi; a volte questo processo viene integrato da un cambio di Stepping del progetto dello specifico microprocessore, il quale può ottimizzare certi percorsi o ridurre parzialmente i consumi massimi, per consentire di poter far funzionare a frequenze più alte anche Die non propriamente perfetti. Idealmente tutti i Die prodotti su un singolo wafer dovrebbero essere in grado di funzionare al limite delle specifiche del progetto, vale a dire al massimo clock previsto in fase di progettazione per quello specifico processore, e non avere alcun transistor difettoso, ma si tratta di un'utopia. 
La capacità da parte di un impianto di produrre wafer di maggiore diametro consente di inserire un numero di Die sensibilmente maggiore su ognuno di essi, e quindi di abbassare il costo medio di ciascun processore finale. A questo proposito, dal 2006 è iniziato il graduale passaggio dai wafer da 200 mm a quelli da 300 mm, e la ricerca sta proseguendo nel tentativo di arrivare a wafer da 450 mm.
Un metodo molto utilizzato da parte dei produttori, in particolar modo IBM e Intel per aumentare la "resa produttiva" è realizzare il cosiddetto Die shrink di un microprocessore. Consiste nella ri-scalatura di un Die progettato per uno specifico processo produttivo, mediante un successivo processo produttivo più avanzato. Tra gli esempi di Die shrink si ricorda il processore Cell di IBM che è arrivato prima in versioni da 90 nm, poi a 65 nm, e presto passerà al nuovo processo produttivo a 45 nm. Anche Intel ha eseguito alcuni di questi Die shrink e tra questi si può citare il passaggio dal core Prescott (costruito a 90 nm) al core Cedar Mill (costruito a 65 nm) per i Pentium 4. Il vantaggio del Die shrink è duplice, in primo luogo esso è in genere accompagnato da una riduzione del consumo massimo del componente, il che consente per gli stessi motivi citati sopra a proposito del cambio di Stepping di poter utilizzare anche Die non propriamente perfetti a frequenze più alte; in secondo luogo la produzione di CPU dalle stesse caratteristiche ma di area inferiore consente ovviamente di stamparne molte di più su ogni singolo wafer, contribuendo al pari dell'aumento di diametro del wafer alla riduzione del costo medio del componente.

### Miglioramenti della "resa produttiva" nei processori multi core
Le tecniche esposte sopra sono tecniche generali di miglioramento della "resa produttiva" che si applicano a qualsiasi circuito elettronico.
Dal 2005 è iniziata la transizione verso le architetture dual core e dalla fine del 2006 è iniziata anche quella ad architetture multi core (dotate di più di 2 core). Esistono diverse tecniche per produrre processori dual e multi core. Intel iniziò la propria "avventura" nel campo delle CPU dual core con il primo Pentium D Smithfield, sfruttando il cosiddetto approccio a Die Singolo, molto semplice dal punto di vista produttivo, ma che aveva un limite intrinseco non trascurabile: per ottenere un processore dual core perfettamente funzionante era necessario avere 2 Die identici ed esenti da difetti, uno di fianco all'altro sullo stesso wafer; qualora anche uno solo dei due fosse stato difettoso, l'intera coppia andava scartata. Successivamente è passata al Die Doppio, in cui il collegamento tra i 2 Die veniva eseguito non più a livello di silicio ma in un secondo tempo, sul package; in questo modo era possibile "scegliere" sul wafer i Die tra loro più simili e accoppiarli solo in un secondo tempo. Il numero di Die scartati in questo modo crolla drasticamente e la "resa produttiva" aumenta.